# Kryjówka Białego Węża
Kryjówka Białego Węża (ang. The Lair of the White Worm) – amerykańsko-brytyjski horror z 1988 roku w reżyserii Kena Russella. Film jest adaptacją powieści Brama Stokera.
Zdjęcia do filmu kręcono w hrabstwach: Hertfordshire (Knebworth House, Stockers Farm, Gaddesden Place) oraz Staffordshire (Thor's Cave).

## Treść
Archeolog Angus Flint odkrywa w ruinach czaszkę dziwnego kształtu. Niedługo potem dowiaduje się od poznanego na przyjęciu lorda Jamesa D’Amptona o istnieniu tajemniczego potwora – pół węża, pół smoka. Wkrótce z miasteczka zaczynają znikać ludzie. Angus i James odkrywają istnienie sekty która czci bestię. Bohaterowie podejmują starania mające na celu powstrzymania ich.

## Główne role
- Hugh Grant – Lord James D’Ampton
- Amanda Donohoe – Lady Sylvia Marsh
- Catherine Oxenberg – Eve Trent
- Peter Capaldi – Angus Flint
- Sammi Davis – Mary Trent
- Stratford Johns – Peters
- Paul Brooke as Ernie
- Imogen Claire – Dorothy Trent
- Chris Pitt – Kevin
- Gina McKee – Nurse Gladwell
- Christopher Gable – Joe Trent